# Montañas Wrangell

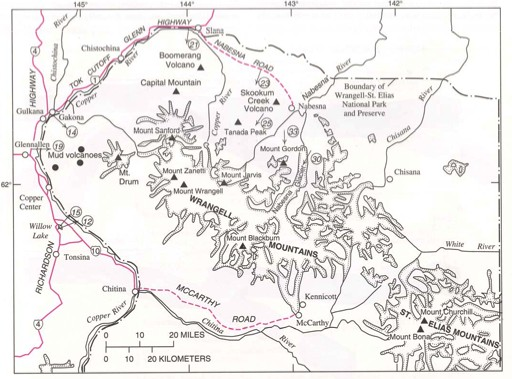
Mapa de localización de las montañas Wrangell.

Las montañas Wrangell son unas montañas situadas en el este de Alaska en Estados Unidos. En ellas se encuentran el segundo y el tercer volcán más alto del país: el Monte Blackburn y el Monte Sanford. La cadena toma su nombre de Monte Wrangell, que es el volcán en escudo más grande del  mundo.

## Principales cumbres
- Monte Blackburn
- Monte Sanford
- Monte Wrangell
- Atna Peaks
- Regal Mountain
- Monte Jarvis
- Parka Peak
- Monte Zanetti

- Wikimedia Commons alberga una categoría multimedia sobre Montañas Wrangell.

- Datos: Q616559
- Multimedia: Wrangell Mountains / Q616559